# Mungos mungo
Mungos mungo (мунго смугастий) — рід ссавців, представник ряду хижих із родини мангустових.

## Поширення
Широко розповсюджений у країнах Африки на південь від Сахари. Помічений на висоті до 1600 м над рівнем моря в Ефіопії. Мешкає в широкому діапазоні середовищ існування, але, перш за все в савані та лісі, як правило, близько до води; відсутній в пустелі, напівпустелі й гірських районах. Часто використовує термітники як притулок у денну пору. 

## Загрози та охорона
Серйозних загроз для виду немає. Присутній в численних охоронних районах.